# Миёси (Айти)
Миёси (яп. みよし市 Миёси-си) — город в Японии, находящийся в префектуре Айти. Площадь города составляет 32,11 км², население — 61 583 человека (1 июня 2014), плотность населения — 1917,88 чел./км².

## Географическое положение
Город расположен на острове Хонсю в префектуре Айти региона Тюбу. С ним граничат города Тоёта, Ниссин, Кария и посёлок Того.

## Население
Население города составляет 61 583 человека (1 июня 2014), а плотность — 1917,88 чел./км². Изменение численности населения с 1980 по 2005 годы:
| 1980 | 28 552 чел. |  |
| 1985 | 30 039 чел. |  |
| 1990 | 32 241 чел. |  |
| 1995 | 39 920 чел. |  |
| 2000 | 47 684 чел. |  |
| 2005 | 56 252 чел. |  |

## Символика
Деревом города считается Pinus thunbergii, цветком — Rhododendron indicum.